# P-700 Granit
Le P-700 Granit (en russe : П-700 « Гранит », signifiant Granite) est un missile de croisière antinavire d'origine soviétique, employé d'abord par la marine soviétique puis par la marine russe. Son indice GRAU est 3M45 et son code OTAN est SS-N-19 « Shipwreck ». Il en existe des versions air-sol et il peut être tiré depuis un sous-marin nucléaire lanceur de missiles de croisière.

## Conception et fabrication
Le P-700 Granit fut conçu dans les années 1970 pour remplacer le P-70 Ametist (OTAN : SS-N-7) et le P-120 Malakhit (OTAN : SS-N-9), des missiles efficaces mais à la portée trop courte pour faire face aux améliorations technologiques des groupes aéronavals de l'United States Navy. Ce missile était en partie dérivé du P-500 Bazalt (OTAN : SS-N-12).
Conçu par les bureaux Tchelomeï et OAO Machinostroïenia, ce missile de 10 m de long possède une queue et des ailettes en flèche, pèse environ 7 000 kg, et peut être doté d'une ogive hautement explosive (HE) de 580 kg à 750 kg. Les ogives thermonucléaires à fission-fusion d'une puissance de 500 kt ne sont plus embarquées depuis la signature de traité internationaux interdisant les missiles de croisière mer-mer à charge nucléaire. Un accélérateur cylindrique à carburant solide est installé à l'arrière pour le lancement ; ce propulseur d'appoint est largué quand le missile atteint son altitude de croisière, un turboréacteur KR-93 prenant alors le relais pour assurer la propulsion. Le P-700 a une prise d'air annulaire distinctive sur son nez. Sa portée est estimée de 200 km (vitesse maximale Mach 1,5) en basse altitude à 625 km (vitesse maximale Mach 2,5) en haute altitude (17 000 m) . Son guidage est assuré par une plateforme inertielle pendant le vol de croisière, avec une possibilité d'appliquer des corrections de trajectoire à mi-course, grâce à une liaison de données. La phase de guidage terminale est assurée par un radar actif, le missile descendant alors à  25 m d'altitude pour échapper au radar de la défense. Dans le cas d'une attaque antiradar, un radar passif est employé.
Les simulations ont montré qu'il fallait lancer une salve de 20 à 24 missiles P-700 à basse altitude (200 km) pour percer les défenses d'un groupe aéronaval.  
Lorsqu'il est tiré en essaim (groupe de 4 à 8 éléments), le missile a un mode de guidage unique. L'un des missiles grimpe à une altitude plus élevée et désigne les cibles, tandis que les autres attaquent. Le missile responsable de la désignation des cibles progresse par brefs à-coups, de manière à être plus difficile à intercepter. Les missiles sont reliés par des échanges de données, formant un réseau. Si le missile de désignation est détruit, le missile suivant s'élèvera afin d'assumer ce rôle. Les missiles sont en mesure de différencier les objectifs, de détecter et de hiérarchiser les groupes cibles, en utilisant automatiquement les informations recueillies pendant le vol et les types de navires et des formations de combat pré-programmées dans un ordinateur de bord. Ils attaquent les objectifs par ordre de priorité, la plus haute à la plus basse : après avoir détruit la première cible, tous les missiles restants vont attaquer la cible prioritaire suivante et ainsi de suite,. Cependant, une telle description soulève quelques doutes. Le missile dispose d'un moyen de lutter contre les dispositifs anti-missiles. En outre, l'ordinateur de bord dispose de données pour contrer la guerre électronique. 
Le P-700 était un dérivé du missile P-500 Bazalt, doté d'un turboréacteur. Le P-700 a servi de base pour le développement du d'une version à portée réduite de moitié, le P-800 Oniks, qui utilise la propulsion par statoréacteur, et le missile BrahMos, lui-même dérivé du P-800 conjointement par la Russie et l'Inde.

## Déploiement

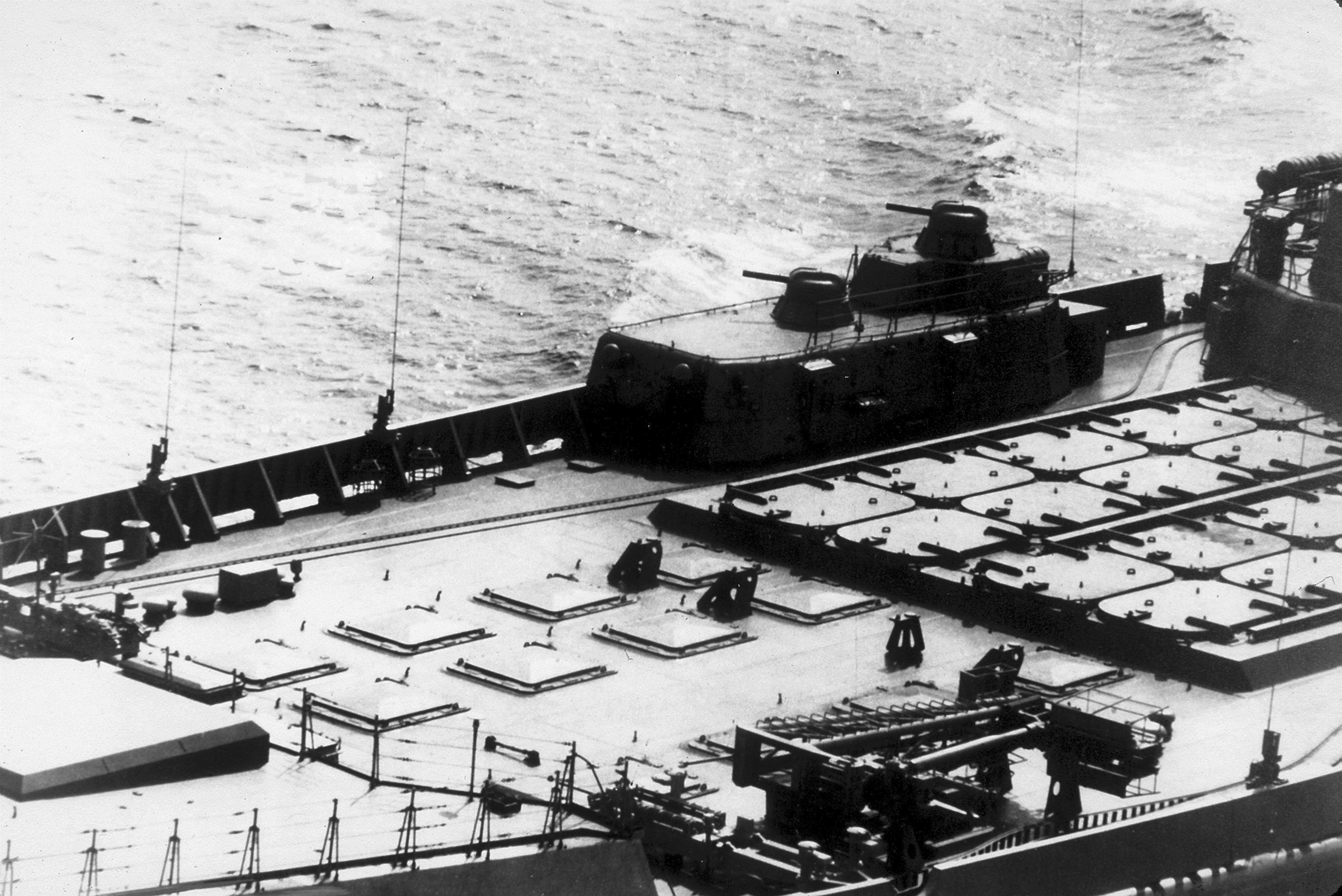
Lanceurs de SS-N-19 à bord du croiseur de bataille de classe Kirov
Frounze.

Le missile fut initialement déployé à bord du croiseur de bataille Kirov (renommé depuis Amiral Oushakov) en 1980, et il entra en service le 19 juillet 1983. La taille du missile limite les plateformes à partir desquelles il peut être lancé. Depuis le retrait du service de 3 croiseurs de la classe Kirov, et de 3 sous-marins de la classe Oscar II (le K-141 Koursk transportait 24 missiles de ce type au moment de son naufrage) il ne reste actuellement en service que sur le croiseur de bataille Pierre le Grand (20 missiles) navire amiral de la Flotte du Nord, le porte-avions Amiral Kouznetsov (12 missiles) et sur les 8 sous-marins nucléaires lanceurs de missiles de croisière de la classe OSCAR II : K-456 Tver, K-186 Omsk, K-150 Tomsk pour la Flotte du Pacifique, K-119 Voronej et K-410 Smolensk pour la Flotte du Nord.

### Zircon
~2018-2022. Ce projet est annoncé depuis longtemps mais les capacités avancées sont peu crédibles. Maximum 8 fois la vitesse du son. 1 000 km. Des manœuvres en plein vol. Invisibilité absolue (absorption complète de toutes les fréquences radio),,,,,,.

### Sources et bibliographie
- (en) Jane's Underwater Weapon Systems 2006–2007